# Rambla de Montevideo
Rambla de Montevideo – aleja w Montevideo, stolicy Urugwaju, biegnąca wzdłuż całej linii brzegowej miasta. Jako obiekt stanowiący integralną część tożsamości mieszkańców miasta, droga ta została zgłoszona przez Urugwaj kandydatem do Listy światowego dziedzictwa UNESCO

## Nazewnictwo

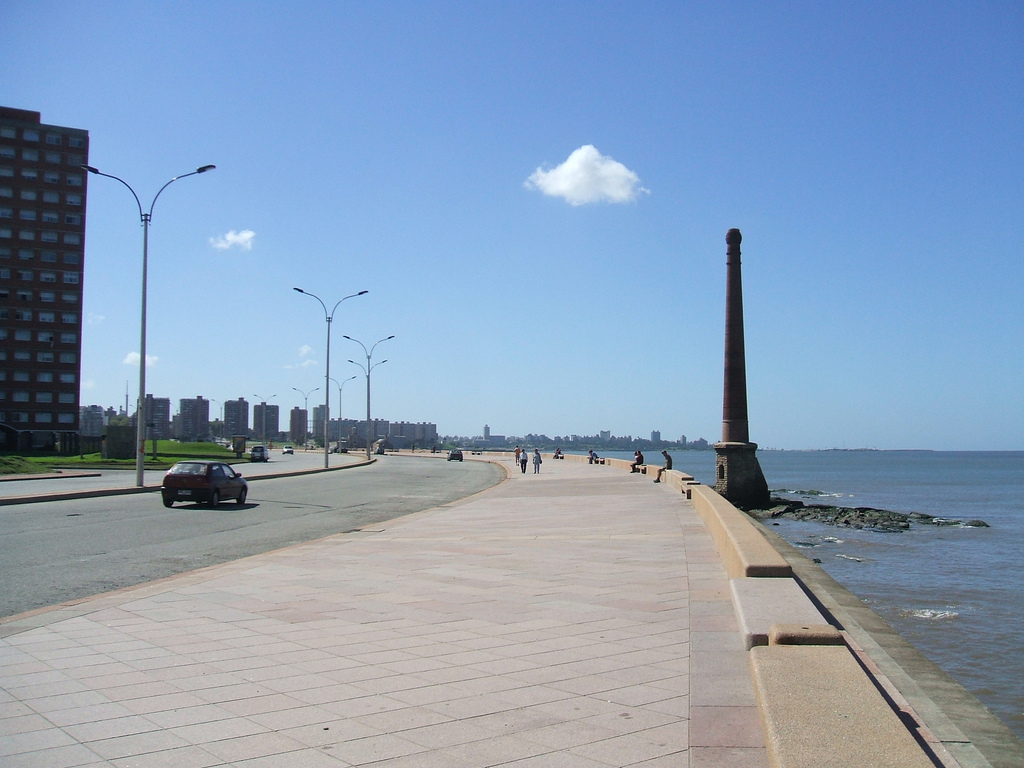
Rambla w Ciudad Vieja.

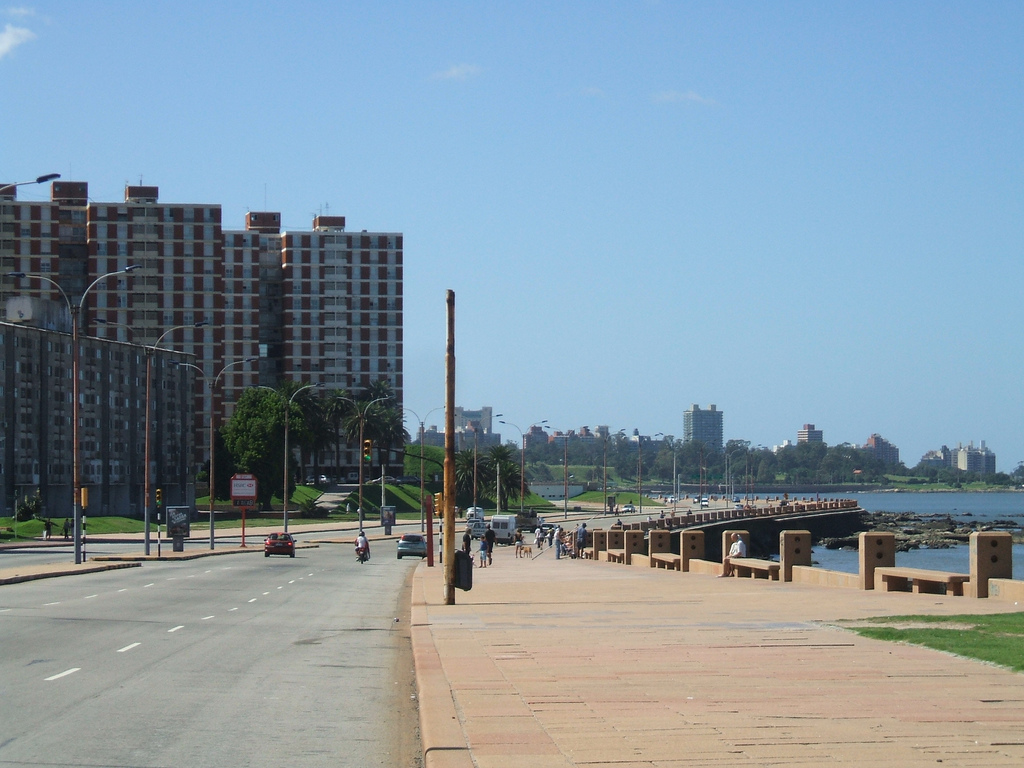
Rambla w Barrio Sur.

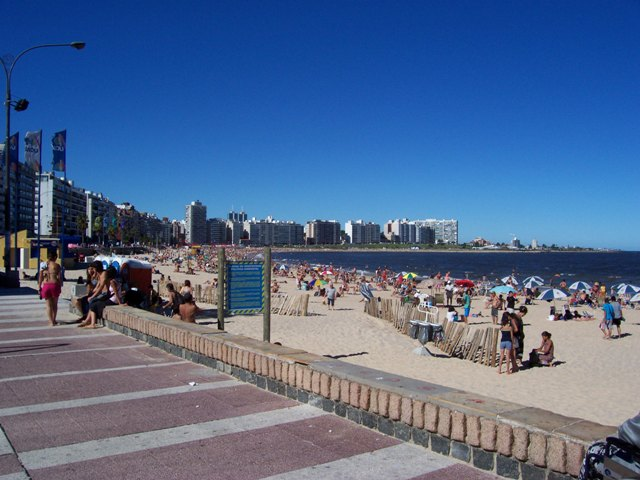
Rambla w Pocitos.

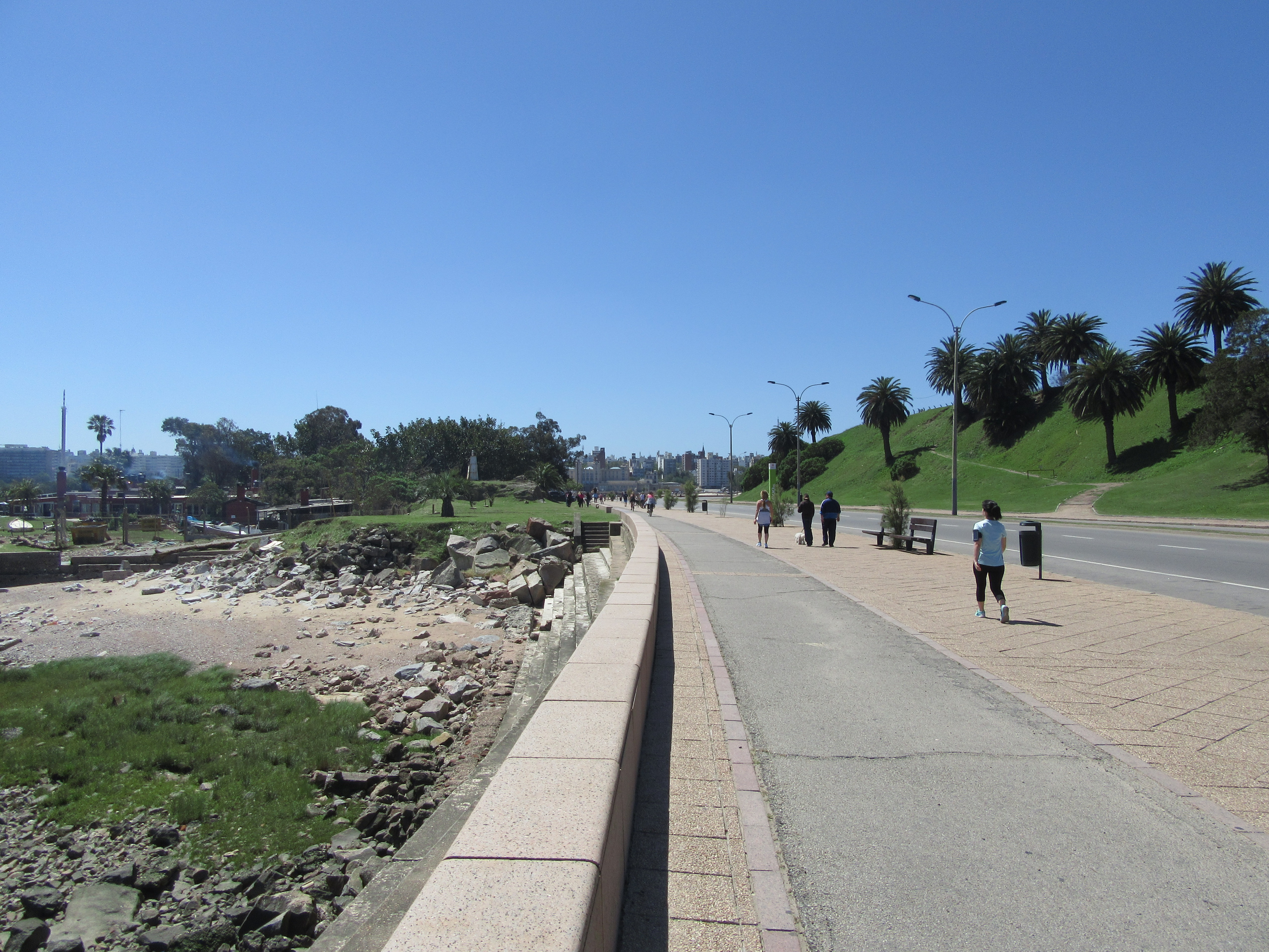
Rambla w Punta Carretas.

Aleja ta, biegnąc wzdłuż wybrzeża, wielokrotnie zmienia nazwę:

### Zatoka Montevideo
- Rambla Baltasar Brum -Capurro i Buena Vista
- Rambla Edison -Buena Vista
- Rambla Sud América -Aguda
- Rambla Franklin D. Roosevelt -Ciudad Vieja
- Rambla 25 de Agosto de 1825 -Ciudad Vieja

### Ciudad Viejana południe od zatoki
- Rambla Sur 
  - Rambla República de Francia
  - Rambla Gran Bretaña

### Barrio Sur,Palermo,Parque Rodó
- Rambla Sur
  - Rambla República Helénica
  - Rambla República Argentina

### Punta Carretas
- Rambla Presidente Wilson
- Rambla Mahatma Gandhi

### Pocitos
- Rambla República del Perú
- Rambla Presidente Charles De Gaulle

### Buceo
- Rambla Armenia
- Rambla República de Chile

### Malvín
- Rambla República de Chile
- Rambla O'Higgins

### Punta Gorda
- Rambla O'Higgins
- Rambla República de México

### Carrasco
- Rambla República de México
- Rambla Tomás Berreta

## Galeria

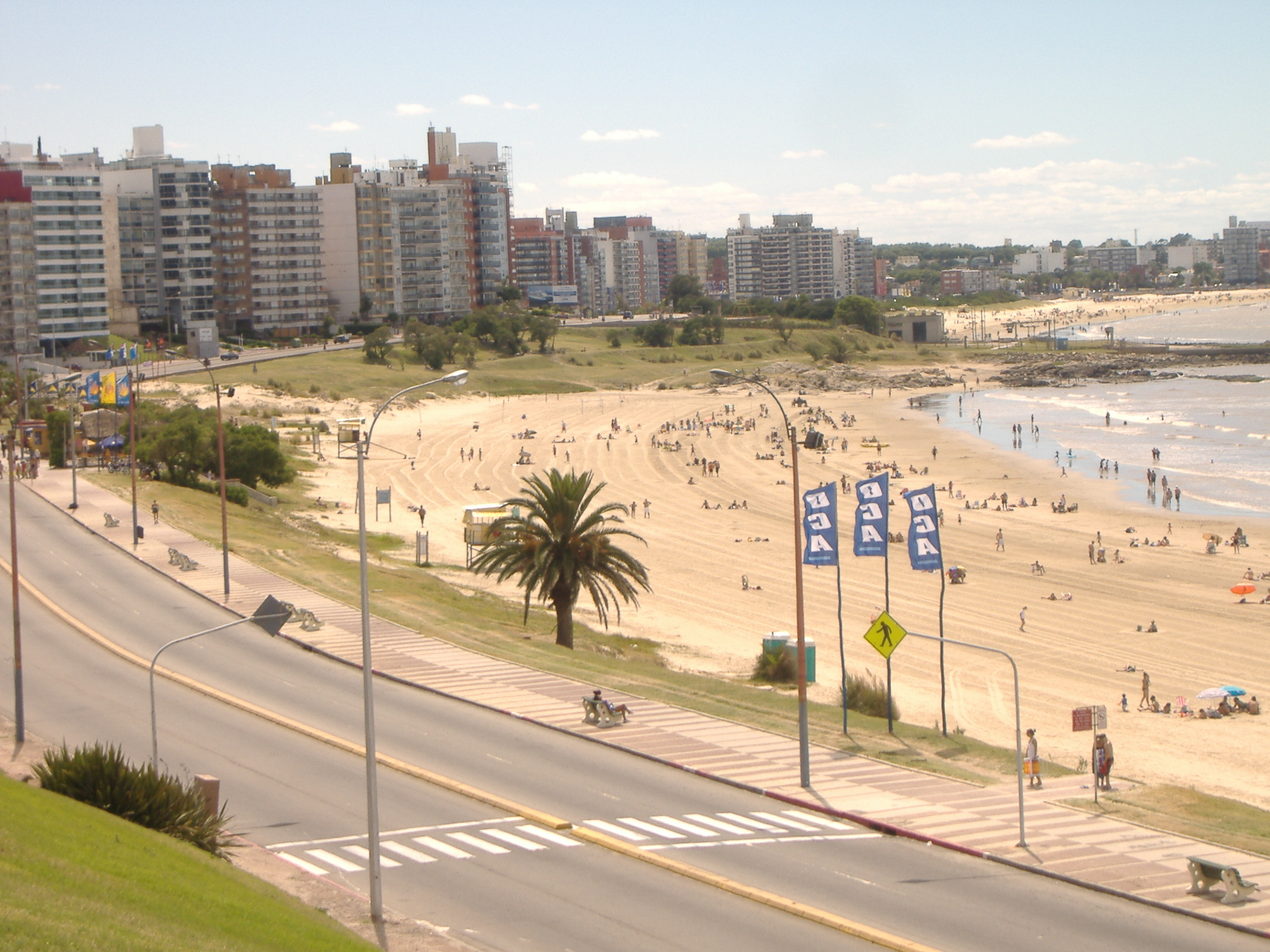
Rambla w Buceo.
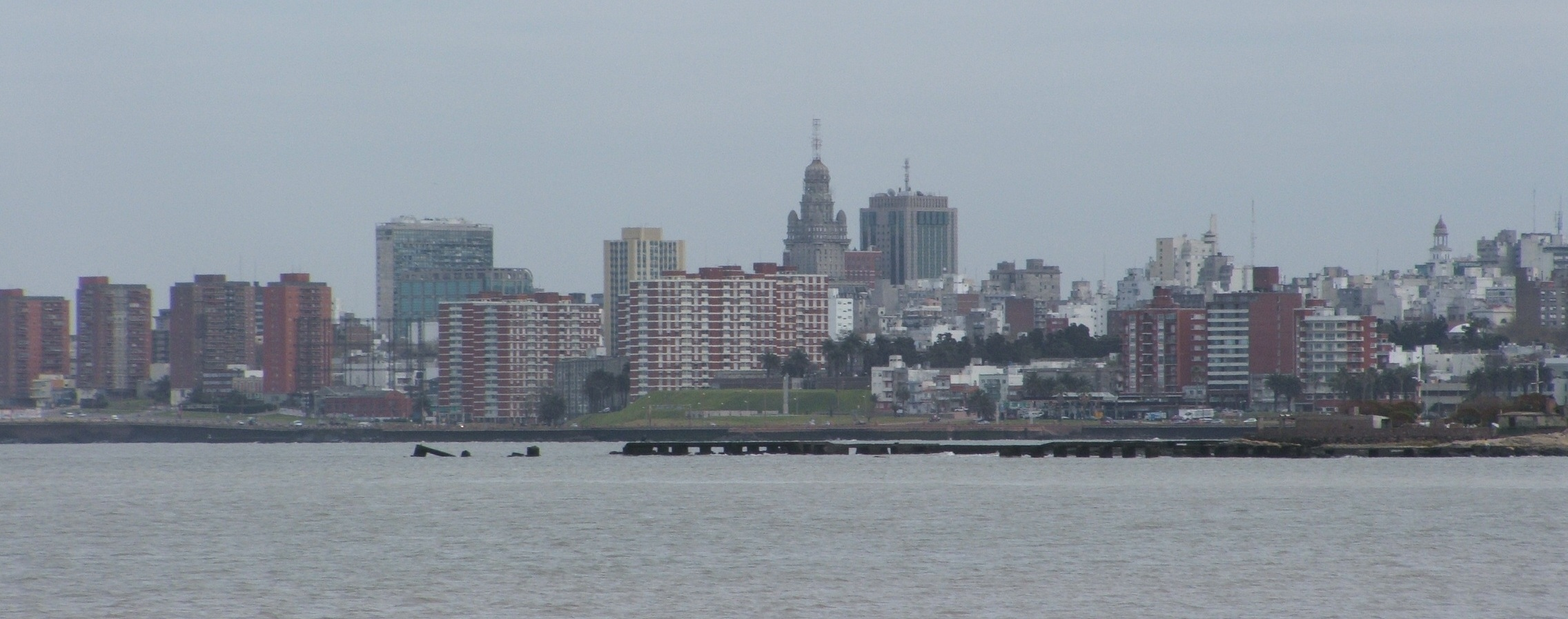
Rambla Sur w Punta Carretas (w 2006).
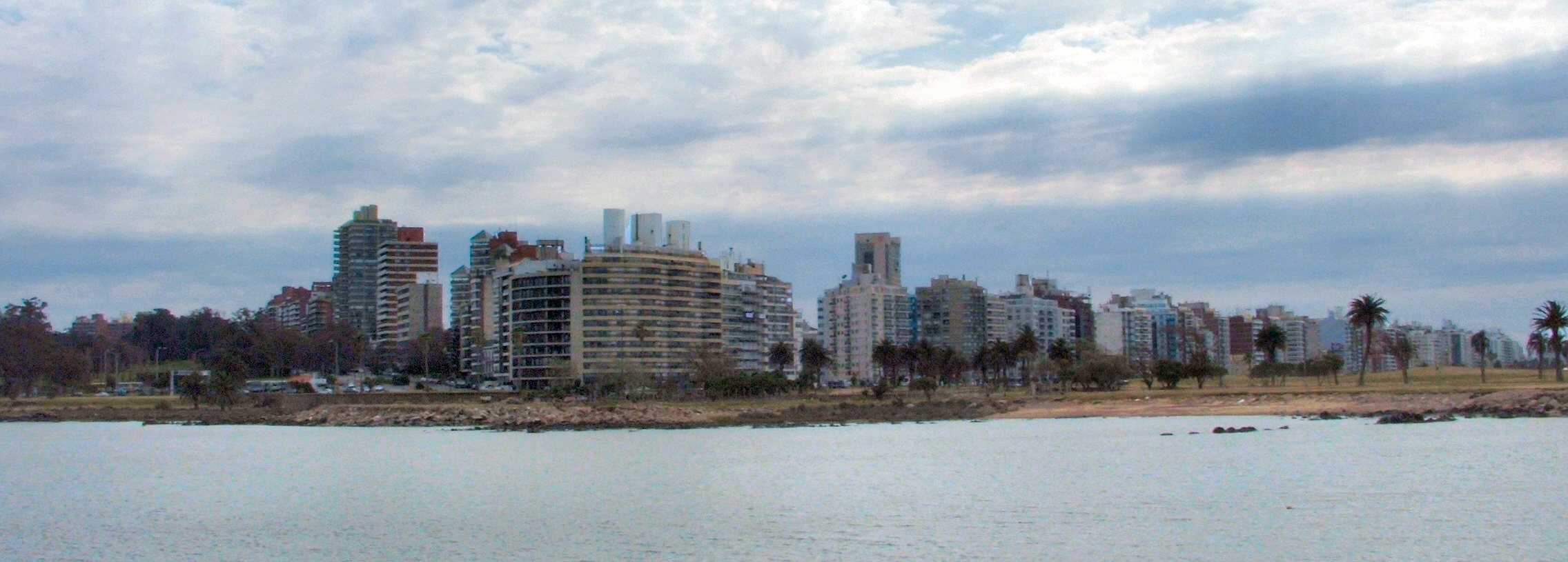
Rambla w Punta Carretas (w 2006).
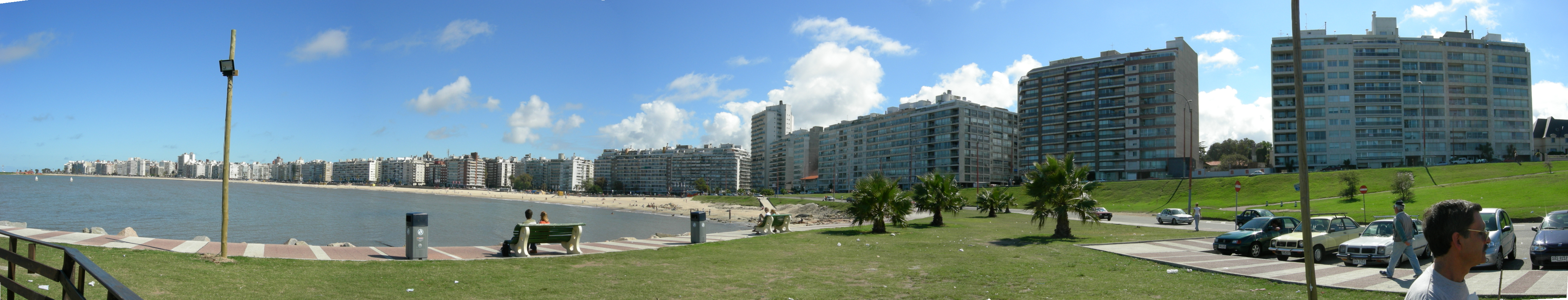
Rambla w Pocitos (w 2006).
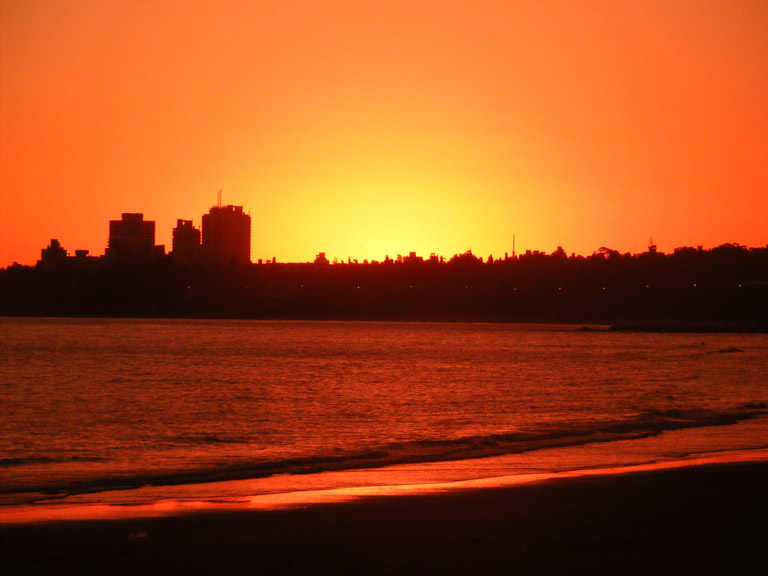
Wschód słońca w Malvín.
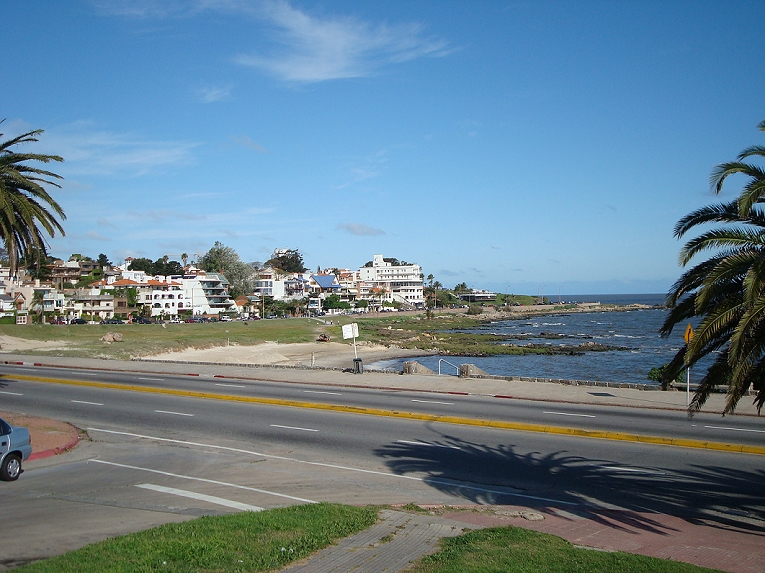
Rambla w Punta Gorda